# Tartar (bog)
Tartar (grč. Τάρταρος, Tártaros) u grčkoj mitologiji primordijalni je bog podzemlja koji vlada istoimenim Tartarom, mjestom nižem od Hada - paklom. 

## Mitologija
Tartar je prema Heziodu mračni bog nastao iz početnog Kaosa, stanja bez reda. On je nastao nakon Erosa (Ljubav), te je bio jedan od najljepših bogova pri nastanku svijeta. Po orfičkim mitovima, Tartar je jedan od prvih bića, iz koje su nastali svjetlost i sam Svemir. Po Higinu, on je sin Etera (Zrak) i Geje (Majka Zemlja), primordijalnih bogova, koji su djeca Kaosa. Tartar je po sebi nazvao utrobu svoje majke Geje, te on njome upravlja; Gejina je utroba podzemlje. Sama se Geja zaljubila u svog sina i sastala se s njime. Geja mu je rodila dva ružna čudovišta - Tifona i Ehidnu, koji su se vjenčali i postali praroditelji nakaza. 

## Vanjske poveznice
- Tartar u klasičnoj literaturi i umjetnosti (engl.)